# Anthaxia kondleri
Anthaxia kondleri es una especie de escarabajo del género Anthaxia, familia Buprestidae. Fue descrita científicamente por Svoboda en 1999.